# 索爾姆斯-霍恩索爾姆斯-利希的赫爾曼
索爾姆斯-霍恩索爾姆斯-利希的赫爾曼（德語：Hermann zu Solms-Hohensolms-Lich，1838年4月15日—1899年9月16日），德國貴族，索爾姆斯家族的成員，索爾姆斯-霍恩索爾姆斯-利希的斐迪南之子。

## 家庭
1865年，赫爾曼與施托爾貝格-維尼格羅德的阿格尼絲（Agnes zu Stolberg-Wernigerode）結婚，兩人共有2子5女：
1. 卡爾（英语：Charles of Solms-Hohensolms-Lich）（1866年—1920年）
2. 萊因哈德（1867年—1951年）
3. 伊莉莎白（1868年—1950年）
4. 艾蕾諾爾（1871年—1937年）
5. 瑪蒂爾德（1873年—1953年）
6. 卡羅琳（1877年—1958年），與黑森-菲利普斯塔爾-巴赫菲爾德伯爵克洛維結婚
7. 多蘿西亞（1883年—1942年）